# Colir
Colir (în latină oculoguttae = picături pentru ochi) este denumirea dată unei soluții sterile care se administrează sub formă de picături în sacul conjunctival inferior pentru a produce un efect asupra ochiului.
Colirele conțin un element activ dizolvat în apă distilată sau ser fiziologic și un antiseptic toate ambalate în flacoane sterile.  Produsul este instilat în golul pleoapei inferioare și difuzează în interiorul ochiului prin cornee.
Colirele se încadrează în categoria de medicație oftalmologică și se pot clasifica astfel:
- Colir antibiotic
- Colir antibiotic și antiinflamator
- Colir anestezic
- Colir miotic hipotonic